# UnterRock
UnterRock war eine feministische Rockband aus Hannover.
Die Lieder der Band beschäftigen sich vor allem mit frauenspezifischen Themen. In ihrem Lied Heterowelt – leck mich am Arsch thematisiert UnterRock das Verhältnis zwischen Hetero- und Homosexualität. Live spielte die Band nur für Frauen.

## Diskografie
- 1980: Mach mal deine Schnauze auf! (Album, No Fun Records)